# 一人之下
『一人之下』（ひとりのした）は、中国のウェブコミックおよびそれを原作としたテレビアニメ。旧タイトルは『異人』（中: 异人）。
日本では2017年12月22日よりウェブコミックサイト『少年ジャンプ+』で日本語訳版が配信されている。

## 登場人物
声優は日本語版テレビアニメのもの。

### 主人公
張楚嵐（ちょうそらん）
声 - 田丸篤志（幼少期 - 飯田友子）
本作の主人公。一見平凡な大学生であるが、幼い頃に祖父と父親から「異人」として育てられる。7歳で祖父が殺され、父親も失踪したので、孤児院に入っていた。物語の始まりまでは、その異能力を他人の前で隠して生きてきた。馮宝宝と徐四に強要され、速達の社員になった。
本人は争いを好まない性格。見た目はダメ人間だが本質は物事を深くまで考慮し、目的を成すためなら何でもする人。甲申の八つの秘術の一つ・炁体源流を馮宝宝に通じて伝授されたが、まだ使えない。股間には祖父によって守宮砂を刻まれ、本気でない相手は陰茎に触れられない（自慰含む）。
馮宝宝（ふうほうほう）
声 - 早見沙織
本作のヒロインである謎の人物。速達のアルバイト。見た目がずっと20代位で、無口でだらしない格好が特徴。モットはー「暴力で解決できることは決して説教しない」。感情が乏しいが、楽しい時に民謡『黄楊扁担』を歌う習慣がある。
実は何十年も前から生きていた。1944年（甲申年）に徐翔の両親に拾われた時、過去の記憶どころか、喋ることすらできない。しかし、自分の名前だけは正確に書ける。また、過去を思い出そうとすると、すぐに頭痛がする。徐翔たちと一緒に暮らしてた時に、「阿無（あむ）」という名で呼ばれていた。
村での不祥事から追い出され、徐翔たちと別れる事になるが、数十年後に徐翔と再会し、速達に入社した。その後張錫林と出会い、彼に過去の記憶を取り戻す方法として張楚嵐の事を託された。
不老不死であり、負傷しても短時間に完全回復できる不思議な存在。武術は変幻自在で、どの既存の流派にも属していない。

#### 楚嵐の一族
張錫林（ちょうしゃくりん）
声 - 宮澤正（青年期 - 藤井隼）
楚嵐の祖父。本名は張懐義（ちょうかいぎ）。甲申の乱が起こる前は天師府に所属しており、張之維の弟弟子であった。甲申の八つの秘術の一つ・炁体源流の使い手で、「甲申の乱の元凶」と自称する。馮宝宝を前から知っている模様。
十数年前のある闘いで、甲申の乱の関与者を何十名を殺し、自分も致命傷を負った。馮宝宝に「張楚嵐のそばにいれば必ず真実に辿りつける」と告げ、炁体源流を継がせた後、自らの願いで彼女に殺された。
張予徳（ちょうよとく）
声 - 山本兼平
楚嵐の父親。

### 速達
どこでもお届け速達（中: 哪都通快递）は国有企業である。社名の通り、配送業をやっているが、実際は異人を雇用し、政府を代表し中国全域の異人を監視する組織でもある。

#### 華北地区・徐家
本部は天津市。
徐四（じょよん）
声 - 立花慎之介
速達の華北地区責任者。徐三の弟であり、上司でもある。徐三と正反対に、乱暴なやり方が好き。そのため徐三とはよく衝突する。
徐三（じょさん）
声 - 野島健児
速達の幹部。冷静な性格の持ち主であるが、弟の徐四に対して常に厳しい態度を取る。念力の使い手である。
徐翔（じょしょう）
声 - 岸野一彦（幼少期 - 朝井彩加）
徐三と徐四の父親。幼い頃は「子犬」と呼ばれていた。
幼い頃に、馮宝宝が両親に収容されて、一緒に暮らしていた時期があった。その時、馮宝宝に異人の道に導かれた。馮宝宝が村から追い出されて、数十年にも分かれていたが、速達の高級幹部になった1993年に、自分の権力を利用し、馮宝宝を人身売買業者から救い出した。自分の知ったことを張楚嵐と息子たちに告げた後、馮宝宝への未練を抱えたまま世を去った。
徐翔の父
声 - 山下大毅
正義感が強い人。山賊が村を襲った時、馮宝宝を庇うため、山賊に殺された。
徐翔の母
声 - 丸山有香
馮宝宝に『黄楊扁担』を教えた人。馮宝宝の感情の無さを恐れたから、彼女を見捨てて、徐翔を連れて実家に帰った。その結果、馮宝宝を数十年も山の中に待たせた。
張楚嵐
#主人公に参照
馮宝宝
#主人公に参照
柳妍妍（りゅうけんけん）
声 - 朝井彩加
湘西趕屍術者一族の跡継ぎ。厳し家風に反発し、全性に加入したが、間もなく全性に見捨てられ、速達に捕まえられた。その後、速達のただ働きのアルバイトになった。

#### 華東地区
竇楽（とうらく）
声 - 松川央樹
速達の華東地区責任者。
肖自在
声 - 内野孝聡
速達のアルバイトで、殺人狂。

### 全性
全性は、楊朱によって創立され、数千年を渡って存在してきた異人組織である。戒律や決まりがない無法組織で、他の異人組織の邪魔者である。

#### 四妖人
骨削り刀・夏禾（なつか）
声 - 日笠陽子
色欲を操る異人。張霊玉と因縁が深い。
禍根者・沈沖（ちんちゅう）
声 - 山口翔平
「闇金」という能力を持っている異人。自分の力を他人に貸し、借り手が他の異人を殺すことで炁を得るが、その炁の一部を利息として徴収する。
雷煙砲・高寧（こうねい）
声 - こぶしのぶゆき
感情の正負を絶え間なく切り替えることで精神を破壊する異人。
竇梅（とうばい）
声 - 小林希唯
精神を攻撃し、心を軟弱させる異人。

#### 三十六賊
三十六賊は、1944年（甲申年）に起こった「甲申の乱」の折、全性と義兄弟の契りを結んだ36人であった。その中の8人が、甲申の八つの秘術をそれぞれに持っている。
張懐義
#楚嵐の一族に参照
風天養
#天下会・風家に参照
鄭子布（ていしふ <漫画> / じょうしふ <アニメ>）
声 - こぶしのぶゆき
茅山宗上清派出身。甲申の八つの秘術の一つ・通天籙を修得したので、呂家と王藹家に捕られ、死ぬほどなぶられた。最期に陸瑾のところに辿り付き、彼に通天籙を継がせた。

#### その他
呂良（ろりょう）
声 - 三宅麻理恵
呂慈の曾孫であり、呂家の家伝の秘術・「明魂術」を使い、人間の魂に侵入し、記憶を抽出し加工することができる。自分の妹を殺したという汚名を背負っているが、本人はそれを否定している。
龔慶（きょうけい）
声 - 井上雄貴（1期）、齋藤綾（2期）
全性の代理当主（掌門）。長い間に「羽」という偽名で龍虎山に潜んでおり、田晋中の世話をしていた。
百面相・域画毒（よくがどく）
声 - 岡部涼音
自分の顔のみならず、他人の顔も変化させられる能力を持っている。
苑陶（えんとう）
声 - 坂口候一
道具に炁を注ぎ、特殊能力を持たせる練器師。
憨蛋（かんたん）
声 - 赤坂柾之
実力が苑陶より遥か上の練器師。苑陶に「自分の最高傑作」と呼ばれる。
夏柳青
声 - 宮崎敦吉

### 龍虎山
龍虎山は、江西省にある山。道教正一派の天師府の所在地である。
張之維（ちょうのい <漫画> / ちょうじーえい <アニメ>）
声 - こばたけまさふみ
十佬の一人。第65代天師であり、通称「老天師」。
張霊玉（ちょうれいぎょく）
声 - 鳥海浩輔
老天師の最後の弟子。同門より「若師叔」とも呼ばれる。高潔な人柄の持ち主であるが、雷法を伝授される前に夏禾によって貞操を失ったので、張楚嵐の使える陽五雷を習得できず、その代わり陰五雷（水臓雷）を習得している。
田晋中（でんしんちゅう）
声 - 丸山智行
張之維の弟弟子。甲申の乱の折、張之維と一緒に山を降り、張懐義を連れ戻そうとしていたが、途中で何者かに捕まれた。残虐な拷問をされた挙句、四肢が切断され、廃人となった。全性が龍虎山を襲っていた時、呂良に記憶を抽出された後、龔慶に殺された。
張懐義
#楚嵐の一族に参照
栄山（えいざん）
声 - 堀総士郎
老天師の弟子で、張霊玉の兄弟子。
張静清（ちょうせいせい）
声 - 伊原正明
先代天師。

### 武当山
武当山は、湖北省にある山。道教武当派の総本山である。
王也（おうや）
声 - 興津和幸
北京市出身。甲申の八つの秘術の一つ・風后奇門の使い手。羅天大醮に出席し、そこで風后奇門を使った後、武当山に破門された。
雲龍（うんりゅう）
声 - 堂坂晃三
武当山における王也の直属師匠。
武当山元祖
声 - 鈴木清信

### 白雲観
白雲観は、北京市にある道教全真道龍門派の道観である。
黄明（こうめい）
声 - 若林佑
劉興揚（りゅうこうよう）
声 - 伊原正明
陸玲瓏
#陸家に参照

### 天下会・風家
天下グループ（通称天下会）は、大手金融系企業であり、新興の民間異人組織でもある。
風正豪（ふうちょんはう）
声 - 白熊寛嗣
十佬の一人。甲申の八つの秘術の一つ・拘霊遣将（「口寄せの術」とも呼ばれる）の使い手だが、その術は不完全なものであった。
風星潼（ふうしんとん）
声 - 河西健吾
風正豪の息子。父と同様に、不完全な拘霊遣将を使える。
風沙燕（ふうさえん）
声 - 原由実
風正豪の娘。星潼の姉。拘霊遣将を使えないが、その代わりに空間転移の能力を持っている。馮宝宝を一方的に敵視している。
風雅雅
声 - 井澤詩織
陳果
声 - 山本綾
風天養（ふうてんよう）
風正豪の祖父。甲申の八つの秘術の一つ・拘霊遣将を修得したが、王藹家に捕まれた。生き延びるために、王藹家に拘霊遣将を引き渡しただけでなく、子孫にも完全な拘霊遣将を伝授しないようにした。

### 陸家
陸瑾（りくきん）
声 - 楠大典
十佬の一人。故友・鄭子布より甲申の八つの秘術の一つ・通天籙を伝授された。昔は「三一門」という流派に属していた。
陸玲瓏（りくりんろん）
声 - 雨宮夕夏
陸瑾の曾孫娘。白雲観の俗家弟子。
蔵龍（ぞうりゅう）
声 - 伊原正明
情報収集が上手。陸玲瓏の大ファンである。
蕭霄（しょうしょう）
声 - 渡辺拓海
擤気の使い手。
白式雪（はくしーしぇ）
声 - 齋藤綾
他人の炁を飲み込む能力の持ち主。
雲（くも）
声 - 八代拓
常に仮面を被っている物化け。「女に決して手を上げない」という信条を貫いている。
王二犬（おうにけん）
声 - 酒巻光宏
炁に暗示をかけ、相手の心理を影響する能力を持つ異人。
枳瑾花（ききんか）
声 - 納富ももこ
「生きるコンピューター」と呼ばれる暗算の天才。
零（れい）
声 - 谷川立紀
閉元針の使い手。
希（まれ）
声 - 米内佑希
山東省出身。幻刀の使い手。

### 諸葛家
浙江省建徳市出身。武侯・諸葛亮の末裔。
諸葛青（しょかつせい）
声 - 平川大輔
武侯派奇門遁甲の使い手。
諸葛白（しょかつはく）
声 - 森下由樹子
諸葛青の弟。

### 呂家
呂慈（りょじ <漫画> / ろじ <アニメ>）
声 - 丸山智行
十佬の一人。
呂良
#全性・その他に参照
呂恭（ろきょう）
声 - 永塚拓馬
呂良の兄。呂良が妹を殺したと思い込んでおり、彼に復讐を行おうとしている。

### 王藹家
王藹（おうあい）
声 - 堂坂晃三
十佬の一人。
王並（おうへい）
声 - 山口智広
王藹の曾孫。王藹に溺愛されていた結果、わがままな子になった。

### 賈家
陝西省出身。
賈正瑜（じゃじょんうー）
声 - 荘司勝也
武具使い。風正豪に語らわれて、天下会に加入したが、間もなく馮宝宝に敗れた。のちに無防備状態の馮宝宝に不意打ちをかけ、重傷を負わせたが、その卑劣さに風正豪を激怒させ、破門された。
賈正亮（じゃせいりゃん）
声 - 赤羽根健治
賈正瑜の弟で、彼より遥かに優れた武具使いである。

### 白頭山
白頭山は、中国吉林省と北朝鮮の国境地帯にある火山。本作品ではシャーマン一族の出身地となる。
鄧有福（とうゆうふく）
声 - 丸山智行
留学歴ある。
柳坤生（りゅうこんせい）
声 - 宮崎敦吉
鄧有福と契約した精霊。
鄧有才（とうゆうさい）
声 - 蒔村拓哉
鄧有福の弟。

### 外国異人
バロン
声 - 鷲見昂大

## テレビアニメ
第1期『一人之下 the outcast（ジ・アウトキャスト）』は2016年7月から9月までTOKYO MXにて毎週土曜21時より放送された。それ以外の地域ではエムキャスにてサイマル配信される。中国のアニメブランド「HAOLINERS」の日本進出第2弾作品。全12話。
2018年1月17日より第2期『一人之下 羅天大醮篇（らてんたいしょうへん）』（15話まで）・『一人之下 全性篇（ぜんせいへん）』（16話より）を放送。全24話。放送前週には第0話『放送直前スペシャル（1期総集編）』を放送。2020年4月24日より中国国内にて第3期、『一人之下3 入世篇』が配信開始。2021年9月24日より第4期、2022年12月9日より第5期の配信が行われている。
第3期以降の日本放送は未定。
なお、第4期以降はシネマスコープ（横2.35：縦1の画面アスペクト比）制作に切り替わると同時に日本スタジオによる制作協力が廃止された。

### スタッフ
|                                    | 第1期 『一人之下 the outcast』  | 第2期 『一人之下 羅天大醮篇』（1 - 15話） 『一人之下 全性篇』（16 - 24話） |
| 原作                               | 米二（動漫堂）                  | 米二（動漫堂） |
| アドバイザー                       | 徐静蕾                          | 徐静蕾 |
| 監督                               | 王昕                            | 王昕 |
| 監督                               | N/A                             | 陳燁 |
| 助監督                             | 戸田和裕、森満男                | N/A |
| シリーズ構成                       | 森満男                          | N/A |
| キャラクターデザイン               | きりぽんた                      | 李時旼 |
| 総作画監督 （#各話リストにも参照） | きりぽんた                      | 李時旼 |
| 水野まこと                         | 容洪、陳淑君                    | |
| 美術監督                           | Choi Seoungwook                 | 金栄在 |
| 撮影監督                           | 住友駿 植村優基（1 - 2話）      | 鄭姝悧 顧康（21 - 24話） |
| 編集                               | 後田良樹（JAY FILM）            | 肥田文 |
| 中国語版音響監督                   | 伍婷                            | 伍婷 |
| 日本語版音響監督                   | 郷文裕貴                        | 伊藤巧 |
| 日本語版音響制作                   | Cloud22                         | HALF H・P STUDIO |
| 日本語版録音スタジオ               | STUDIO MAUSU                    | HALF H・P STUDIO |
| 音楽                               | 阿部隆大、持山翔子 （日本語版） | 方雯 |
| アニメーション制作                 | パンダニウム                    | 上海絵梦 |
| 制作協力                           | NAMU Animation                  | 韓国絵梦 絵梦株式会社 CMC MEDIA 菊堂スタジオ 白星動画 LEVEL ZERO A3 STUDIO 神 LordChung Production 無錫梓宏文化 光之羽動漫芸術工作室 無錫奕鴻動画 北京檸檬陽光文化伝播 MUSES STUDIO LINE 重慶鉛元素文化伝播 HANJIN ANIMATION MIRINAE ANIMATION STUDIO MABUS ANIMATION STUDIO ProDEFY |
| 総合プロデュース                   | テンセント動漫、動漫堂          | テンセント動漫、動漫堂 |
| 製作                               | 一人之下製作委員会              | 一人之下製作委員会 |

### 主題歌
第1期オープニングテーマ
「Arcadia」
作詞 - 鏡華 / 作曲 - 凛(凛-Lin-) / 編曲・歌 - Lilith
第1期エンディングテーマ
「In the Dawn」
作詞・作曲 - 凛-Lin- / 編曲・歌 - Affective Synergy
第2期オープニングテーマ
「傷だらけの僕ら」（奇数話）
作詞・作曲 - Fümi / 編曲 - 橘井健一 / 歌 - NormCore
「無涯」（偶数話）
作詞 - 張匯泉 / 作曲・編曲 - 銭襄、沈輯 / 歌 - 醉雪
第2期エンディングテーマ
「幺妹児馮宝宝」（1 - 9話、11 - 13話、15 - 18話、21 - 22話）
作詞 - dracena / 作曲・編曲 - 十音 / 歌 - 青談
「聴風吟」（10話）
作詞 - 濃縮排骨 / 作曲・編曲 - 磁帯君 / 歌 - Mr.mo
「丹歌驚鴻」（14話）
作詞 - 濃縮排骨 / 作曲・編曲 - 桂子油 / 歌 - 坡上村孫驍
「念斗章」（19 - 20話）
作詞 - 大♂古 / 作曲・編曲 - erazedfx / 歌 - 叫ぶ獣
「遊龍」（24話）
作詞 - 濃縮排骨 / 作曲 - 戦場原妖精 / 編曲 - 戦場原妖精・老高 / 歌 - Mr.mo

### 各話リスト
| 話数     | サブタイトル 中国語サブタイトル   | 絵コンテ        | 演出                          | 総演出        | 作画監督                                                                                     | 総作画監督              |       |       |       |       |       |       |       |       |       |       |       |       |       |       |       |       |       |       |
| 第1期    | 第1期                             | 第1期           | 第1期                         | 第1期         | 第1期                                                                                        | 第1期                   | 第1期 | 第1期 | 第1期 | 第1期 | 第1期 | 第1期 | 第1期 | 第1期 | 第1期 | 第1期 | 第1期 | 第1期 | 第1期 | 第1期 | 第1期 | 第1期 | 第1期 | 第1期 |
| -------- | --------------------------------- | --------------- | ----------------------------- | ------------- | -------------------------------------------------------------------------------------------- | ----------------------- | ----- | ----- | ----- | ----- | ----- | ----- | ----- | ----- | ----- | ----- | ----- | ----- | ----- | ----- | ----- | ----- | ----- | ----- |
| 第一話   | 張家の秘密？ 谛听吾言，神钦鬼伏   | 森満男          | 高山秀樹                      | 龍輪直征      | Hwang Youngsik                                                                               | -                       |       |       |       |       |       |       |       |       |       |       |       |       |       |       |       |       |       |       |
| 第二話   | 主人と下僕 相自我改，命自我造     | 森満男          | 高山秀樹、竹内光子 安藤健     | 木村寛        | Hwang Youngsik、中屋了 津熊建徳、容洪                                                        | なつのはむと きりぽんた |       |       |       |       |       |       |       |       |       |       |       |       |       |       |       |       |       |       |
| 第三話   | 嘘 时运不通，妄求无益             | 森満男          | 高山秀樹、竹内光子            | 龍輪直征      | Hwang Youngsik、Kim Suho Park Inam                                                           | なつのはむと きりぽんた |       |       |       |       |       |       |       |       |       |       |       |       |       |       |       |       |       |       |
| 第四話   | 混沌 祸兮福之所倚，福兮祸之所伏   | 王昕            | 山口美浩                      | -             | 保村成、飯飼一幸、津熊建徳 服部憲知、藤木泰史、成松義人                                      | なつのはむと きりぽんた |       |       |       |       |       |       |       |       |       |       |       |       |       |       |       |       |       |       |
| 第五話   | ようこそ速達へ 祸福无门，惟人自召 | 王昕            | 高山秀樹、竹内光子            | 木村寛        | Hwang Youngsik Kim Jongbeom                                                                  | きりぽんた              |       |       |       |       |       |       |       |       |       |       |       |       |       |       |       |       |       |       |
| 第六話   | 雷神 观天之道，执天之行           | 王昕            | 神原雄二                      | -             | 中屋了、津熊建徳、石田啓一 濱川修二郎、宇都木勇 飯飼一幸、川口弘明                           | きりぽんた              |       |       |       |       |       |       |       |       |       |       |       |       |       |       |       |       |       |       |
| 第七話   | 楚嵐の想い 人心皆散乱，一念便纯真 | 王昕            | 高山秀樹、竹内光子            | -             | Hwang Youngsik                                                                               | きりぽんた              |       |       |       |       |       |       |       |       |       |       |       |       |       |       |       |       |       |       |
| 第八話   | 潜入 一点诚心，万缘俱息           | 藤原潤 森友宏樹 | 木村寛                        | -             | きりたんぽ、柳瀬讓二、谷口元浩 藤原潤、なつのはむと、岩田幸子 杉浦英之、櫻井拓郎、チョウイン | きりぽんた              |       |       |       |       |       |       |       |       |       |       |       |       |       |       |       |       |       |       |
| 第九話   | 秘術 有求皆苦，无欲则刚           | 藤原潤          | 高田昌豊                      | -             | 中村路之将、根津隣行                                                                         | きりぽんた              |       |       |       |       |       |       |       |       |       |       |       |       |       |       |       |       |       |       |
| 第十話   | 宝宝 道去人死，水干鱼终           | 西森章          | ヤマトナオミチ                | -             | 暮林千里、門智昭                                                                             | きりぽんた なつのはむと |       |       |       |       |       |       |       |       |       |       |       |       |       |       |       |       |       |       |
| 第十一話 | 一九四四 人在道中，道在人中       | 王昕            | 小野学                        | -             | 伊藤大翼、李周鉉                                                                             | -                       |       |       |       |       |       |       |       |       |       |       |       |       |       |       |       |       |       |       |
| 第十二話 | 未来へ 欲求无上道，大众念天尊     | 王昕            | 木村寛、龍輪直征              | -             | きりぽんた、なつのはむと Inn Cyou                                                            | -                       |       |       |       |       |       |       |       |       |       |       |       |       |       |       |       |       |       |       |
| 第2期    |                                   |                 |                               |               |                                                                                              |                         |       |       |       |       |       |       |       |       |       |       |       |       |       |       |       |       |       |       |
| 壱       | 羅天大醮 风起云涌，罗天大醮！     | 王昕            | 金重鎬                        | 梁真哲        | 権恩京、李美英、徐正徳                                                                       | 李時旼                  |       |       |       |       |       |       |       |       |       |       |       |       |       |       |       |       |       |       |
| 弐       | 龍虎山 龙虎山                     | 陳燁            | 金重鎬                        | 梁真哲        | 許亨準                                                                                       | 李時旼                  |       |       |       |       |       |       |       |       |       |       |       |       |       |       |       |       |       |       |
| 参       | 厚顔無恥 不摇碧莲                 | 陳燁            | 金重鎬、廉京徳                | 梁真哲        | 李美英                                                                                       | 李時旼                  |       |       |       |       |       |       |       |       |       |       |       |       |       |       |       |       |       |       |
| 四       | 三十二人 三十二人                 | 陳燁 李東益     | 金富永                        | 梁真哲        | 李美英、朱明傑                                                                               | 李時旼 容洪             |       |       |       |       |       |       |       |       |       |       |       |       |       |       |       |       |       |       |
| 伍       | 気体源流 炁体源流                 | 陳燁            | 李興洙、金昌貴                | 梁真哲        | 李政権、朴愛利 宋玟珠、許亨準                                                                | 李時旼 容洪             |       |       |       |       |       |       |       |       |       |       |       |       |       |       |       |       |       |       |
| 陸       | 餌 饵                             | 陳燁            | 金㳾元                        | 梁真哲        | 金泰洙、許尹嘉                                                                               | 李時旼 容洪             |       |       |       |       |       |       |       |       |       |       |       |       |       |       |       |       |       |       |
| 七       | 三十六賊 三十六贼                 | 陳燁            | 李富熙                        | 梁真哲        | 金恵正、張永先 李美英、呉炫児                                                                | 李時旼 容洪             |       |       |       |       |       |       |       |       |       |       |       |       |       |       |       |       |       |       |
| 八       | 能鷹隠爪 神莹内敛                 | 王昕            | 金富永                        | 梁真哲        | 李美英、呉炫児                                                                               | 李時旼                  |       |       |       |       |       |       |       |       |       |       |       |       |       |       |       |       |       |       |
| 九       | 奇門顕像心法 奇门显像             | 陳燁            | 金周錫、金明賢                | 梁真哲        | 金恵正、張永先、権容祥                                                                       | 李時旼 陳淑君           |       |       |       |       |       |       |       |       |       |       |       |       |       |       |       |       |       |       |
| 十       | 風后奇門 风后奇门                 | 陳燁 鄧翔       | 金周錫、金明賢                | 梁真哲        | 金恵正、張永先、権容祥 張欣欣、熊俊傑                                                        | 李時旼 陳淑君           |       |       |       |       |       |       |       |       |       |       |       |       |       |       |       |       |       |       |
| 十一     | 清静経 清静经                     | 陳燁            | 金周錫、李興洙                | 梁真哲        | 金恵正、李政権、張永先 宋玟珠、朴愛利                                                        | 李時旼                  |       |       |       |       |       |       |       |       |       |       |       |       |       |       |       |       |       |       |
| 十二     | 宿敵 夙敌                         | 王昕            | 李興洙、金二星                | 梁真哲        | 李政権、宋玟珠 朴愛利、金二星                                                                | 李時旼                  |       |       |       |       |       |       |       |       |       |       |       |       |       |       |       |       |       |       |
| 十三     | 拘霊遣将 拘灵遣将                 | 王昕            | 金周錫、李興洙                | 梁真哲        | 張範鉄、李相民、鄭姫真                                                                       | 李時旼                  |       |       |       |       |       |       |       |       |       |       |       |       |       |       |       |       |       |       |
| 十四     | 水臓雷 绛宫VS水脏                 | 陳燁            | 梁真哲、李東益                | 梁真哲        | 李政勲、呉炫児、趙瑛来                                                                       | 李時旼                  |       |       |       |       |       |       |       |       |       |       |       |       |       |       |       |       |       |       |
| 十五     | 大胆不敵 干翻苍穹                 | 陳燁            | 張範鉄、李興洙                | 梁真哲 金富永 | 張範鉄、宋賢珠                                                                               | 李時旼                  |       |       |       |       |       |       |       |       |       |       |       |       |       |       |       |       |       |       |
| 十六     | 厄払 化劫                         | 陳燁            | 金二星、李政権                | 梁真哲 金富永 | 金二星、宋旻柱                                                                               | 李時旼                  |       |       |       |       |       |       |       |       |       |       |       |       |       |       |       |       |       |       |
| 十七     | 天師法 天师度                     | 陳燁            | 張範鉄、金紀杜                | 梁真哲 金富永 | 張範鉄、李政勲、呉炫児                                                                       | 李時旼                  |       |       |       |       |       |       |       |       |       |       |       |       |       |       |       |       |       |       |
| 十八     | 埋伏 埋伏                         | 陳燁            | 金二星、金富永 林彩徳、金祈南 | 梁真哲 金富永 | 金二星、呉炫児、林彩徳 金恵正、李政勲 張永先、金山                                           | 李時旼                  |       |       |       |       |       |       |       |       |       |       |       |       |       |       |       |       |       |       |
| 十九     | 十二労情陣 劳情阵                 | 陳燁            | 金紀杜、金周錫 李相民         | 梁真哲 金富永 | 李政勲、呉炫児、金恵正 張永先、李相民                                                        | 李時旼                  |       |       |       |       |       |       |       |       |       |       |       |       |       |       |       |       |       |       |
| 二十     | 殺意 杀心                         | 陳燁            | 張範鉄、李政権 林彩徳         | 梁真哲 金富永 | 張範鉄、宋旻柱 宋賢珠、林彩徳                                                                | 李時旼                  |       |       |       |       |       |       |       |       |       |       |       |       |       |       |       |       |       |       |
| 二十一   | 奇跡 奇迹                         | 陳燁            | 金富永、金祈南 金紀杜、申起澈 | 梁真哲 金富永 | 李政勲、李美英 呉炫児、金真英                                                                | 李時旼                  |       |       |       |       |       |       |       |       |       |       |       |       |       |       |       |       |       |       |
| 二十二   | 当主 掌门                         | 陳燁            | 張範鉄、金紀杜 金祈南         | 梁真哲 金富永 | 張範鉄、李美英、李政勲 金真英、呉炫児、金恵正                                                | 李時旼                  |       |       |       |       |       |       |       |       |       |       |       |       |       |       |       |       |       |       |
| 二十三   | 安息 晚安                         | 陳燁            | 金富永、金周錫 李相民         | 梁真哲 金富永 | 李政勲、呉炫児、李美英 金真英、金恵正、李相民                                                | 李時旼                  |       |       |       |       |       |       |       |       |       |       |       |       |       |       |       |       |       |       |
| 二十四   | 北京 北京欢迎你                   | 陳燁            | 張範鉄、申起澈 李興洙、李政権 | 梁真哲 金富永 | 張範鉄、李政勲、呉炫児 李美英、金真英 宋旻柱、宋賢珠                                         | 李時旼                  |       |       |       |       |       |       |       |       |       |       |       |       |       |       |       |       |       |       |

### 放送局
| 放送期間               | 放送時間           | 放送局   | 対象地域 |
| ---------------------- | ------------------ | -------- | -------- |
| 2016年7月9日 - 9月24日 | 土曜 21:00 - 21:30 | TOKYO MX | 東京都   |

| 放送期間                | 放送時間                     | 放送局   | 対象地域 |
| ----------------------- | ---------------------------- | -------- | -------- |
| 2018年1月17日 - 6月27日 | 水曜 1:40 - 2:10（火曜深夜） | TOKYO MX | 東京都   |
| 2018年1月21日 - 7月1日  | 日曜 3:00 - 3:30（土曜深夜） | BS12     | 日本全域 |